# رهودن
رهودن (به آلمانی: Rhoden) یک منطقهٔ مسکونی در آلمان است که در اویترویک واقع شده‌است. رهودن ۴۶۴ نفر جمعیت دارد.